# Helicobia providencia
Helicobia providencia är en tvåvingeart som beskrevs av Carroll William Dodge 1965. Helicobia providencia ingår i släktet Helicobia och familjen köttflugor.
Artens utbredningsområde är Bahamas. Inga underarter finns listade i Catalogue of Life.